# Calydna morio
Calydna morio är en fjärilsart som beskrevs av Hans Ferdinand Emil Julius Stichel 1929. Calydna morio ingår i släktet Calydna och familjen Riodinidae. Inga underarter finns listade i Catalogue of Life.